# Агрикола (консул 421 г.)
Вижте пояснителната страница за други личности с името Агрикола.
Флавий Юлий Агрикола (на латински: Flavius Iulius Agricola; * 373 г.; † сл. 421 г.) е политик на Западната Римска империя през началото на 5 век.

## Произход и кариера
Той е вероятно от галски произход. Син е на Флавий Епархий Филагрий (notarius 361 – 363 г., comes Orientalis 382 г.) и Егнация Авита Севера. Внук е по бащина линия на Флавий Филагрий (* 295, Кападокия, префект на Египет 335 – 337 и 338 – 340 г.) и по майчина линия на Квинт Флавий Егнаций Плацид Север (vicarius urbi 365 г.) и Антония Марцианила.
През 416 – 418 г. Агрикола e преториански префект на Галия. През 421 г. е консул заедно с Флавий Евстаций.

## Деца
- Падузия (* 393 г.), омъжена за Феликс (консул 428 г.)
- Марк Мецилий Флавий Епархий Авит (* 395 г.), император 455 – 456 г.
- Епархия Авита (* 397 г.), първата съпруга на император Петроний Максим и майка на Паладий (Цезар през 455 г.)
- и на неизвестен (* 400 г.).